# Сања Малетић
Сања Малетић (Тузла, 27. април 1973) српска је поп-фолк певачица. Хитови су јој С времена на време и Ево свиће зора.

## Дискографија
- Кани сузо (1999)
- Снегови (2001)
- Рузмарин (2002)
- Амајлија (2004)
- Ноћ у мојој соби (2006)
- Golden Girl (2010)

### Видеографија
| Спот               | Година | Режисер      |
| ------------------ | ------ | ------------ |
| С времена на време | 2004   | —            |
| Ко у доба медено   | 2004   | —            |
| Како да не         | 2010   | —            |
| Сандале ландаре    | 2013   | Горан Шљивић |
| Пољуби ме хитно    | 2014   | —            |

## Фестивали
- 2005. Моравски бисери - Ти си љубав мог живота, прва награда публике
- 2021. Моравски бисери - Ти си љубав мог живота / Каранфил се на пут спрема